# Seminarul Teologic din Chișinău
Seminarul Teologic este un monument de arhitectură și istorie de însemnătate locală, introdus în Registrul monumentelor de istorie și cultură a municipiului Chișinău. și în Registrul monumentelor ocrotite de stat din Republica Moldova.
Istoric, a fost o instituție de învățământ din Basarabia gubernială, înființată de către mitropolitul Gavriil Bănulescu-Bodoni în 1813. Inițial, avea trei secții: inferioară (retorică), medie (de filozofie) și superioară (de teologie), având ca model Academia Teologică din Kiev. În lipsa manualelor, principala lucrare de referință o constituia Mărturisirea ortodoxă a lui Petru Movilă, cu predare în limba rusă. În 1814 este fondată biblioteca seminarului.

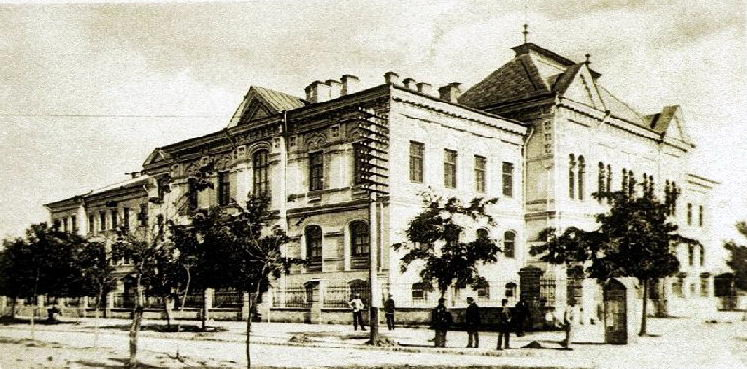
Seminarul în jurul anului 1900.

Cea mai veche clădire a instituției, având două etaje, a fost construită în anii 1813-1817. În perioada 1867-1868, ei i s-a mai adăugat un etaj. În 1900-1902, în parcul seminarului este construită o nouă clădire, cu fațada spre str. Kiev (azi str. 31 august 1989, 78). în 1926, aici a fost deschisă Facultatea de Teologie, Seminarul trecând în clădirile Școlii Spirituale de Băieți. Destinat inițial exclusiv pentru copiii clericilor, a primit la studii și copii de laici.
La început se preda și „limba moldovenească”, dar nu în toate clasele și nu în fiecare an. Cursurile la sfârșitul anului se sfârșeau printr-un examen public. Toți rectorii în perioada țaristă erau ruși, iar profesorii erau invitați din alte gubernii. Seminarul și-a modificat regulamentul în repetate rânduri: 1823, 1840, 1867, 1884, 1906. Dacă la început durata studiilor era de 8 ani, în 1867 ea se reduce la 6 ani. În 1906 elevii organizează greve cerând transformarea în liceu cu 8 clase, cu predare în limba moldovenească și bulgară.
Din 1813 până în 1913, au absolvit seminarul 67 de promoții. Din cei 4.700 de elevi înscriși, doar 2436 au absolvit studiile. 383 de absolvenți au luat și studii superioare.
În prezent, clădirea este un bloc al Bibliotecii Naționale a Republicii Moldova, care găzduiește secția literatură artă plastică și cartografie, precum și cărțile din domeniul „Carte Rară” a Bibliotecii.